# روبرت كسو. لويس
روبرت كسو. لويس (بالإنجليزية: Robert Q. Lewis)‏ هو ممثل أمريكي، ولد في 25 أبريل 1920 بنيويورك في الولايات المتحدة، وتوفي في 11 ديسمبر 1991 بنيويورك في الولايات المتحدة بسبب نفاخ رئوي.

## وصلات خارجية
- روبرت كسو. لويس على موقع IMDb (الإنجليزية)
- روبرت كسو. لويس على موقع ديسكوغز (الإنجليزية)
- روبرت كسو. لويس على موقع قاعدة بيانات الفيلم (الإنجليزية)